# برنامه فضایی وستوک

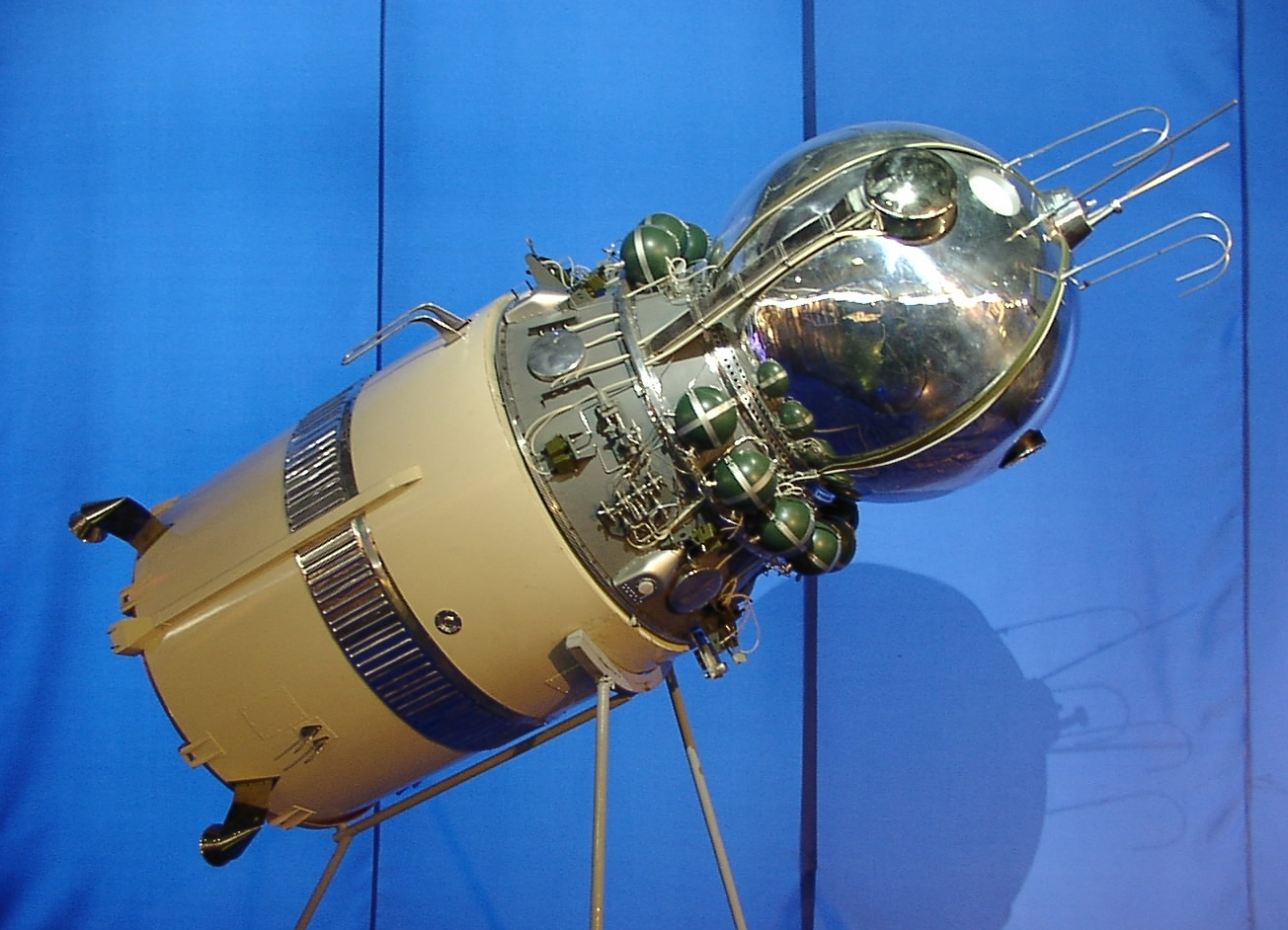
مدل فضاپیمای وستوک در مرحلهٔ سوم پرتاب.

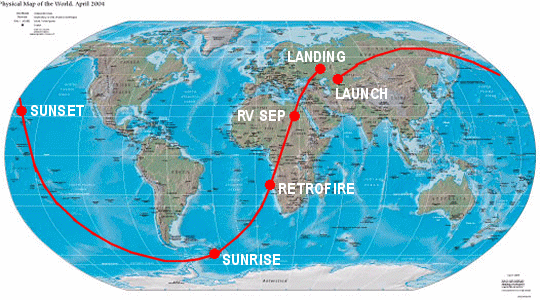
مسیر حرکت وستوک ۱

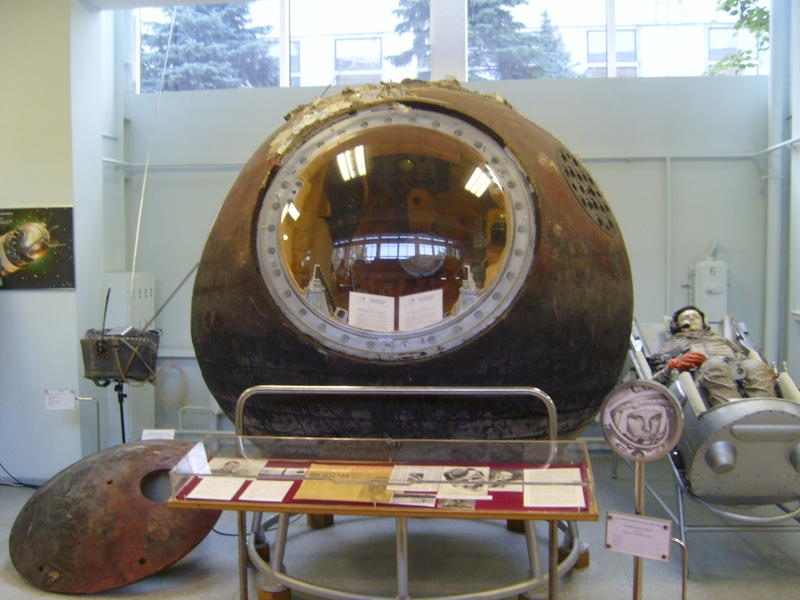
ماژول فرود وستوک ۱

پروژه وستوک (به روسی: Восто́к) (به معنای شرق) یکی از پروژه‌های مهم برنامه فضایی شوروی محسوب می‌شود که هدف اصلی آن پرتاب یک فضانورد روسی به فضا و بازگردانی سالم آن به سطح زمین بود.

بعد از پرتاب نخستین ماهواره جهان اسپوتنیک-۱ توسط شوروی، دو کشور قدرتمند آمریکا و شوروی مصمم به رقابت فضایی و ثبت نخستین‌ها در مأموریت‌های فضایی به نام خود شدند. وستوک رقیب اصلی برنامه فضایی مرکوری آمریکا بود و در نهایت منجر به پرتاب نخستین انسان فضانورد، یوری گاگارین با وستوک-۱ به‌سوی فضا شد. این پروژه در مجموع شامل ۱۳ پرتاب فضایی بود که از این میان ۶ عدد از این مأموریت‌ها سرنشین‌دار بودند.

فضاپیماهای وستوک بر پایه ماهواره جاسوسی روسی موسوم به زنیت و موشک پرتاب این پروژه نیز بر پایه موشک‌های بالستیک موسوم به R-7 توسعه یافته بودند. در مجموع از ۳ نوع مختلف فضاپیما شامل 1P، 1K و 3KA در این پروژه استفاده شد.

## انتخاب و آمورش فضانوردان
پس از دریافت اطلاعاتی مبنی بر تصمیم جدی آمریکا برای ارسال نخستین انسان به فضا، شوروی در ژانویه ۱۹۵۹ نخستین اقدامات برای انتخاب فضانوردان وستوک را آغاز کرد. با اصرار دانشمندان قرار بر این بود که فضانوردان حتماً سابقه خدمت مرتبط با نیروی هوایی را داشته باشند. همچنین طبق نظر سرگئی کارالیوف، پدر صنایع فضایی شوروی، فضانوردان حتماً باید مرد و دارای سن بین ۲۵ تا ۳۰ سال بوده، حداکثر قد ۱۷۵ سانتی‌متر و حداکثر وزن ۷۲ کیلوگرم باشند. در ابتدا ۲۰۰ فضانورد در مصاحبه‌ها قبول شدند و به مرور زمان تعداد آن‌ها به ۲۰ و در نهایت به ۶ نفر رسید.
شهرک ستاره‌ها نیز در همین سال‌ها و در طول آموزش فضانوردان وستوک بنا نهاده شد و حدود ۶۰ سال مشغول به آموزش فضانوردان می‌باشد.

## مأموریت‌های بدون سرنشین
قبل از پرتاب گاگارین به فضا طی مأموریت وستوک۱، ۷ مأموریت برای حصول اطمینان از کارایی و ایمنی فضاپیما انجام شده بود. این مأموریت‌ها که با نام‌های کوربال-اسپوتنیک نیز شناخته می‌شوند نقش مؤثری در در به ثمر رسیدن پروژه وستوک ایفا نمودند. به دلیل وسعت زیاد شوروی و در نتیجه عدم توانایی در برقراری ارتباط رادیویی با فضانوردان در حین انجام مأموریت، مقامات شوروی اقدام به راه اندازه ۷ آنتن سیار بر روی کشتی و در نقاط مختلف دنیا کردند. 

در طول مأموریت‌های کوربال-اسپوتنیک از سگ‌ها به شکلی مستمر و عملیاتی استفاده شد. در مجموع تعداد ۱۰ عدد سگ به فضا پرتاب شدند که ۴ عدد از آن‌ها از بین رفتند. مأموریت کوربال-اسپوتنیک ۴ علاوه بر یک سگ و یک مانکن که لباس مخصوص فضانوردی بر تن داشت، تعدادی موش و خوکچه هندی نیز به پرواز درآمدند. با اتمام موفقیت‌آمیز کوربال-اسپوتنیک ۵ روس‌ها کاملاً بر ایمنی مأموریت‌های سرنشین دار پیش رو مطمئن شدند. جیمز اوبرگ تاریخدان مأموریت‌های فضایی، کوربال-اسپوتنیک ۵ را کلید در پرواز گاگارین برمی‌شمارد. ماژول فرود کوربال-اسپوتنیک ۵ در یک حراجی در سال ۲۰۱۱ به مبلغ حدود ۲میلیون و ۸۰۰ هزار دلار به فروش رفت. در طی دنیاگیری کروناویروس، کشور روسیه نخستین واکسن خود را برای یادآوری مأموریت کوربال-اسپوتنیک ۵ با نام Sputnik V نام‌گذاری کرد.

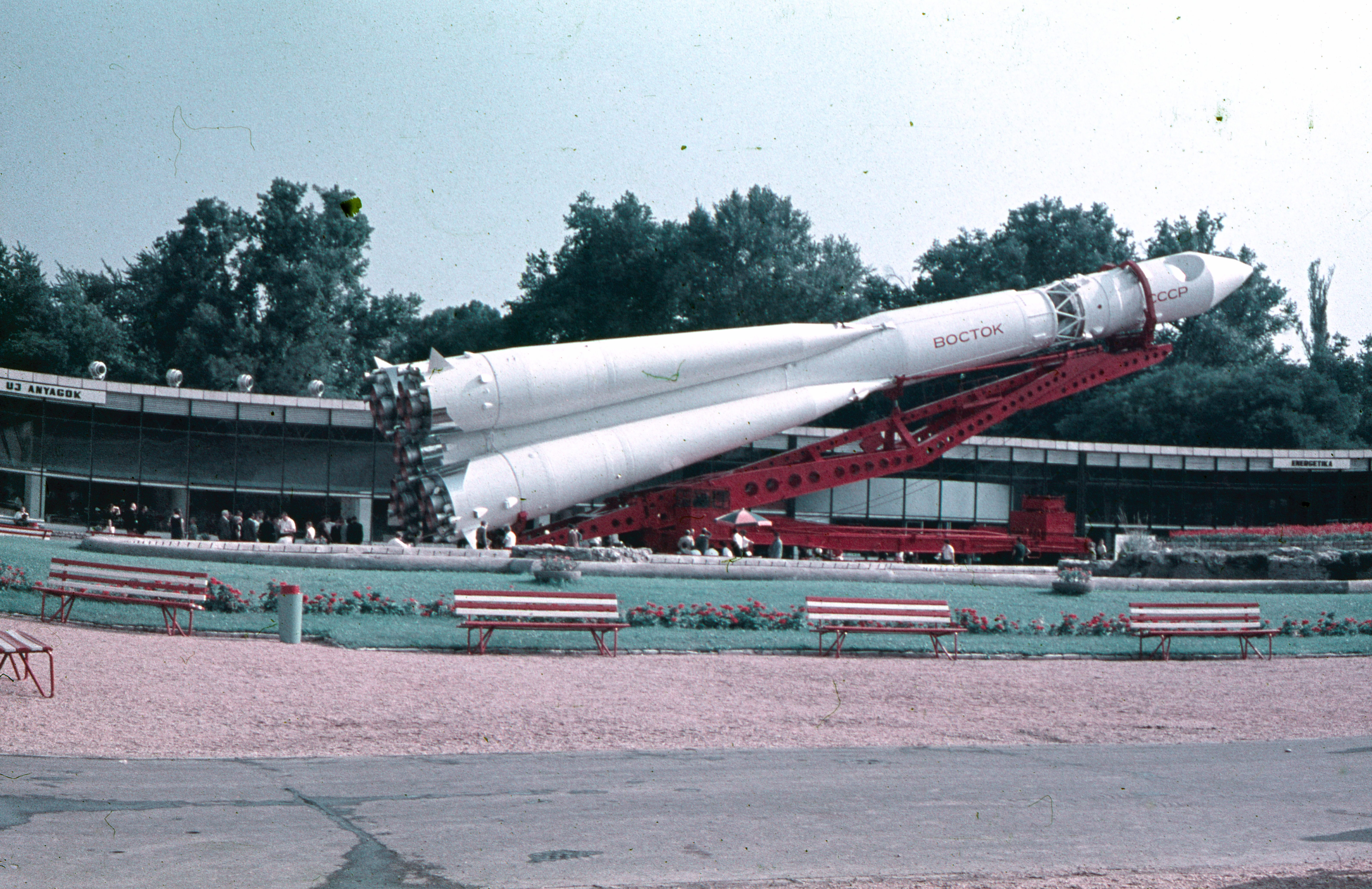
موشک پرتاب وستوک

| ردیف | نام مأموریت       | فضاپیما | پرتاب                          | نتیجه     |
| ---- | ----------------- | ------- | ------------------------------ | --------- |
| ۱    | کوربال-اسپوتنیک ۱ | 1P      | ۱۵ می ۱۹۶۰ (۲۵ اردیبهشت ۱۳۳۹)  | شکست نسبی |
| ۲    | بدون نام          | ۲۸      | 1K ژوئیه ۱۹۶۰ (۶ مرداد ۱۳۳۹)   | ناموفق    |
| ۳    | کوربال-اسپوتنیک ۲ | ۱۹      | 1K اوت ۱۹۶۰ (۲۸ مرداد ۱۳۳۹)    | موفق      |
| ۴    | کوربال-اسپوتنیک ۳ | ۱       | 1K دسامبر ۱۹۶۰ (۱۰ آذر ۱۳۳۹)   | شکست نسبی |
| ۵    | بدون نام          | ۲۲      | 1K دسامبر ۱۹۶۰ (۱ دی ۱۳۳۹)     | ناموفق    |
| ۶    | کوربال-اسپوتنیک ۴ | ۹       | 3KA مارس ۱۹۶۰ (۱۸ اسفند ۱۳۳۹)  | موفق      |
| ۷    | کوربال-اسپوتنیک ۵ | ۲۵      | 3KA مارس ۱۹۶۰ (۵ فروردین ۱۳۴۰) | موفق      |

## مأموریت‌های سرنشین‌دار
| ردیف | نشان | نام مأموریت | پرتاب         | چرخه زمانی                 | فرود          | سرنشین           | ویژگی                                                        |
| ---- | ---- | ----------- | ------------- | -------------------------- | ------------- | ---------------- | ------------------------------------------------------------ |
| ۱    |      | وستوک ۱     | ۱۲ آوریل ۱۹۶۱ | ۱ ساعت و ۴۸ دقیقه          | ۱۲ آوریل ۱۹۶۱ | یوری گاگارین     | نخستین پرواز آدمی در فضا                                     |
| ۲    |      | وستوک ۲     | ۶ اوت ۱۹۶۱    | ۱ روز و ۱ ساعت و ۱۸ دقیقه  | ۷ اوت ۱۹۶۱    | گرمان تیتوف      | نخستین پرواز فضایی سرنشین‌دار که بیش از یک روز به درازا کشید. |
| ۳    |      | وستوک ۳     | ۱۱ اوت ۱۹۶۲   | ۳ روز ۲۲ ساعت و ۲۲ دقیقه   | ۱۵ اوت ۱۹۶۲   | آندریان نیکولایف | نخستین پرواز هم‌زمان دو فضاپیمای سرنشین‌دار                    |
| ۴    |      | وستوک ۴     | ۱۲ اوت ۱۹۶۲   | ۲ روز و ۲۲ ساعت و ۵۶ دقیقه | ۱۵ اوت ۱۹۶۲   | پاول پوپوویچ     | نخستین پرواز هم‌زمان دو فضاپیمای سرنشین‌دار                    |
| ۵    |      | وستوک ۵     | ۱۴ ژوئن ۱۹۶۳  | ۴ روز و ۲۳ ساعت و ۷ دقیقه  | ۱۹ ژوئن ۱۹۶۳  | والری بایکوفسکی  | بلندترین پرواز مداری                                         |
| ۶    |      | وستوک ۶     | ۱۶ ژوئن ۱۹۶۳  | ۲ روز و ۲۲ ساعت و ۵۰ دقیقه | ۱۹ ژوئن ۱۹۶۳  | والنتینا ترشکوا  | نخستین زن در فضا                                             |

## مأموریت‌های لغو شده
| ردیف | نام مأموریت | هدف مأموریت                                                  |
| ---- | ----------- | ------------------------------------------------------------ |
| ۱    | وستوک ۶ آ   | مکمل مأموریت وستوک ۵ و اعزام نخستین فضانورد زن               |
| ۲    | وستوک ۷     | صعود به ارتفاع بالا و مطالعات رادیولوژیکی-بیولوژیکی طی ۸ روز |
| ۳    | وستوک ۸     | مأموریت ۱۰ روزه مکمل وستوک ۹                                 |
| ۴    | وستوک ۹     | مأموریت ۱۰ روزه مکمل وستوک ۸                                 |
| ۵    | وستوک ۱۰    | صعود به ارتفاع بالا و مطالعات علمی طی ۱۰ روز                 |
| ۶    | وستوک ۱۱    | راهپیمایی فضایی                                              |
| ۷    | وستوک ۱۲    | راهپیمایی فضایی                                              |
| ۸    | وستوک ۱۳    | صعود به ارتفاع بالا و مطالعات علمی طی ۱۰ روز                 |